# Średni Łan
Średni Łan – kolonia w Polsce położona w województwie lubelskim, w powiecie chełmskim, w gminie Sawin.
W latach 1975–1998 miejscowość administracyjnie należała do województwa chełmskiego. 
Administracyjnie kolonia jest sołectwem. Według Narodowego Spisu Powszechnego (III 2011 r.) liczyła 58 mieszkańców i była 23. co do wielkości miejscowością gminy Sawin. 
Wierni Kościoła rzymskokatolickiego należą do parafii Matki Bożej Wspomożenia Wiernych w Bukowej Wielkiej.